# Sonneratia x gulngai
Sonneratia gulngai là một loài thực vật có hoa trong họ Lythraceae. Loài này được N.C. Duke & Jackes miêu tả khoa học đầu tiên năm 1984.